# روبرتو لوواتی

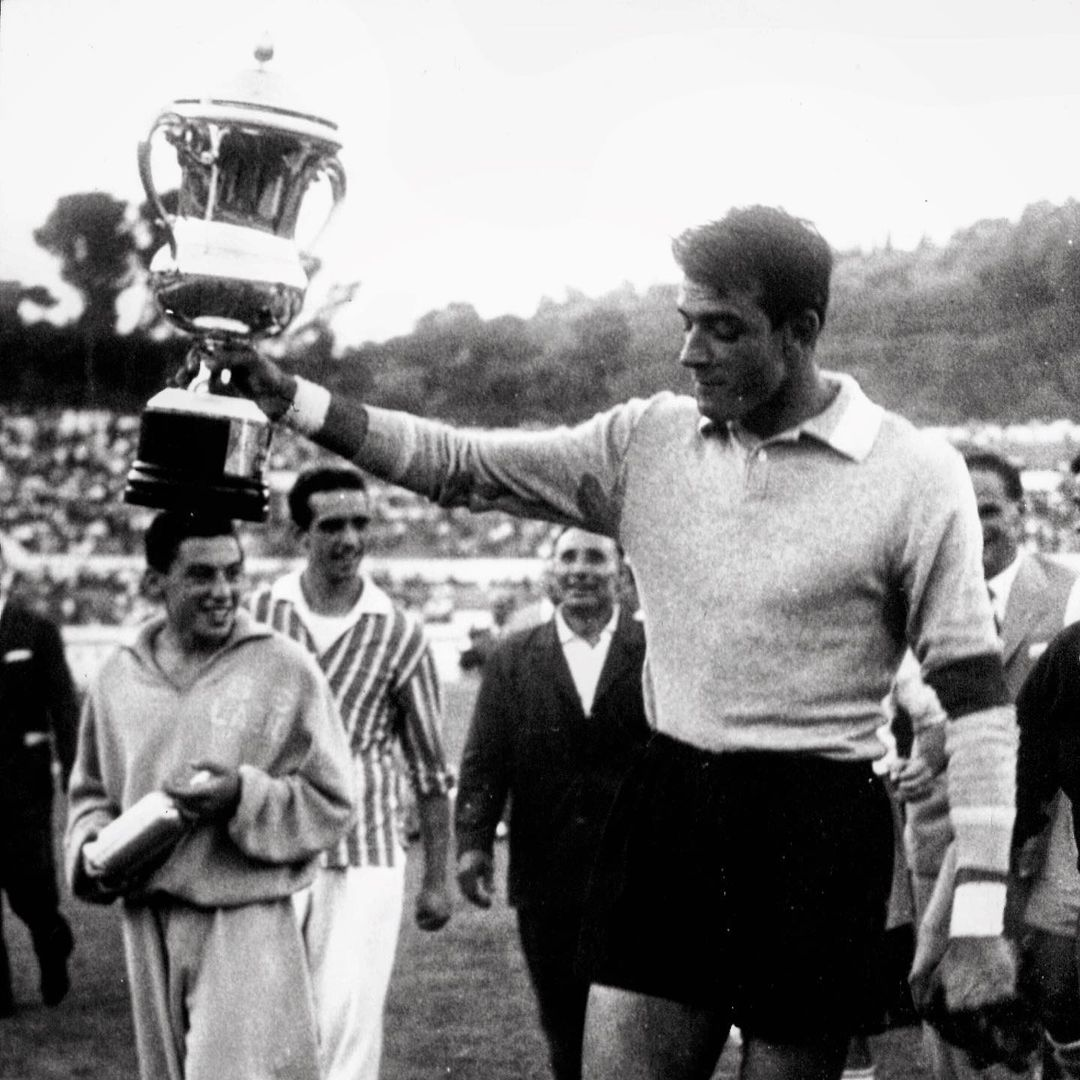
روبرتو لوواتی با جام قهرمانی در دست - ۱۹۵۸

روبرتو لوواتی (به ایتالیایی: Roberto Lovati) بازیکن فوتبال و اهل ایتالیا است که از سال ۱۹۵۷ میلادی عضو تیم ملی فوتبال ایتالیا بوده و در ۲ بازی ملی حضور داشته‌است. او در بازی‌های ملی‌اش ۶ گل دریافت کرد.
روبرتو لوواتی آخرین بازی ملی خود را در سال ۱۹۵۷ میلادی انجام داد.